# Culicoides cacticola
Culicoides cacticola är en tvåvingeart som beskrevs av Wirth och Hubert 1960. Culicoides cacticola ingår i släktet Culicoides och familjen svidknott. Inga underarter finns listade i Catalogue of Life.